# Karen Eisenloffel
Karen Eisenloffel (* 23. November 1961 in Mansfield, Ohio, USA) ist eine US-amerikanische Bauingenieurin und Architektin. Seit 2000 ist sie Professorin an der BTU Cottbus für den Lehrstuhl Tragwerksplanung. Daneben führt sie seit 1998 ein eigenes Büro für die Realisierung von Bauvorhaben. Seit 2007 ist sie geschäftsführende Gesellschafterin der EiSat GmbH.

## Leben
Karen Eisenloffel studierte Architektur und Bauingenieurwesen an der Ohio State University in Columbus, Ohio USA. Sie schloss ihr Studium 1983 mit einem Bachelor in Architektur (Bachelor of Science in Architecture) und 1990 mit einem Master of Science im Bauingenieurwesen (Master of Science in Civil Engineering) ab.
Von 1987 bis 1990 arbeitete sie als Tragwerksingenieurin im Büro Perkins and Will in Chicago, wo sie für statische Berechnungen diverser Holzbauprojekte zuständig war. 
1990 ging Karen Eisenloffel in die Schweiz. Für 18 Monate arbeitete sie in Zürich in einem Ingenieurbüro. Hier lag der Schwerpunkt beim Bauen im Bestand. Der behutsame, materialgerechte Umgang mit der gebauten Umwelt und die Bewahrung der Baukultur wurde ein Schwerpunkt ihrer Arbeit. 
Mit dem Umzug nach Berlin war sie von 1992 bis 1995 als Projektleiterin in der Ingenieurbüro für Bauwesen Dipl.-Ing. Herbert Fink GmbH tätig. 
Mit dem Wechsel an die Hochschule der Künste (heute Universität der Künste) als  Wissenschaftliche Mitarbeiterin im Fachbereich Architektur, Fachgebiet Tragwerkslehre, begann 1995 ihre wissenschaftliche Laufbahn. Am Lehrstuhl von Gerhard Pichler vertiefte sie die materialgerechte Konstruktion und kehrte zurück zu dem bewahrenden Ansatz der Baukultur. Neben der Arbeit an der Hochschule arbeitete sie zeitgleich als Projektleiterin im Büro Pichler Ingenieure GmbH.
1997 beschloss sie, sich zusammen mit dem Ingenieur Achim Sattler um eine „Wildcard“ zur Teilnahme am Wettbewerb für einen Brückenbau über die Elbe in Dresden zu bewerben. Mit Achim Sattler arbeitete sie bereits im Ingenieurbüro für Bauwesen und später an der Hochschule der Künste in Berlin eng zusammen. Gemeinsam mit den Architekten Thomas Kolb und Henry Ripke begannen sie die erste eigenverantwortliche, interdisziplinäre Zusammenarbeit. Es gelang nicht nur die Zulassung zum Wettbewerb, sondern die Zusammenarbeit endete mit dem 1. Preis für den Neubau der Waldschlößchenbrücke in Dresden und dem Zuschlag für die Realisierung. In der Folge führte die Zusammenarbeit zur Gründung des Büros Eisenloffel + Sattler Ingenieure GbR im Jahr 1998. Zusammen mit den Architekten Kolb und Ripke wurde eine bis heute (Stand 2021) bestehende Bürogemeinschaft gegründet.
Im Jahr 2000 wurde sie zur Professorin für Tragwerkslehre und Tragkonstruktion an der BTU Cottbus berufen und lehrt in den Studiengängen Architektur, Stadt- und Regionalplanung und Bauingenieurwesen. 
Karen Eisenloffel ist Mitglied im Schinkelausschuss des AIV Architekten- und Ingenieurverein zu Berlin-Brandenburg e.V. und Preisrichterin in Wettbewerbsverfahren.

## Projekte (Auswahl)
- ANOHA – Kindermuseum im Jüdischen Museum, Berlin, 2019, Entwurf: Olson Kundig
- Hotel und Wohnen an der Spree, Berlin, Entwurf: Pysall Architekten, 2017
- Göbekli Tepe, Türkei, 2016, Entwurf: kleyer.koblitz.letzel.freivogel Architekten
- Tropenhalle Gondwanaland im Zoo Leipzig, Leipzig, 2011, Entwurf: Henchion Reuter Architekten
- Biomedizinisches Forschungszentrum Seltersberg der Justus-Liebig-Universität Gießen in Wiesbaden, Hessen, Gießen, 2008, Entwurf: Behles & Jochimsen Architekten GmbH
- BLMK – Brandenburgische Kunstsammlung im ehemaligen Dieselkraftwerk Cottbus, Cottbus, 2008
- Grundschule Ober-Eschbach, Ober-Eschbach, 2004, Entwurf: Bumiller & Junkers Gesellschaft von Architekten mbH
- „Panta Rhei“ Forschungszentrum der BTU Cottbus, Cottbus, 2001, Entwurf: kleyer.koblitz.architekten
- Waldschlößchenbrücke, Dresden, 1997–2013, Entwurf: Eisenloffel + Sattler, Ingenieure – Kolb + Ripke Architekten (ESKR)

## Veröffentlichungen
- Susanne Rexroth: Gestalten mit Solarzellen. Photovoltaik in der Gebäudehülle. Beitrag Der „Solar“ – Baustoff Glas. C.F. Müller Verlag, Heidelberg 2002, S. 10–19, ISBN 978-3-7880-7700-6.
- Ingeborg Ermer/Karen Eisenloffel: Tragwerkstatt Gerhard Pichler – Entwürfe, Bauten, Konstruktionen. Gebr. Mann Verlag, Berlin 2000, ISBN 978-3-7861-2279-1.
- H. Adeli/Karen Eisenloffel: Microcomputer-Aided Design of Tensile Roof Structures. Computers and Structures, Vol. 46, No. 1, S. 157–174, Oxford, Januar 1993.
- H. Adeli/Karen Eisenloffel: Imagings Techniques for Cable Network Structures. International Journal of Imaging Systems and Technology, Vol. 2, John Wiley & Sons, 1990.

## Ausstellungen und Vorträge
- 06/2021 – 08/2021: QUEENS OF STRUCTURE Projekte und Positionen von Bauingenieurinnen, (Architekturmuseum der TU Berlin, Berlin).
- 12. Oktober 2018: Symposium Tragwerksplanung: Vision und Konstruktion 2018, Dächer für Göbekli Tepe, Universität der Künste, Berlin.
- 29. Januar 2015 bis 30. Januar 2015: Symposium der hcu HafenCity University Hamburg Schnittstellen: Bauingenieure – im Spiegel anderer Disziplinen.
- 07/2011: Licht. Grüneberg, Trebschuh Trebschuh architektur in Zusammenarbeit mit dem Lehrstuhl Tragwerkslehre Karen Eisenloffel M.Sc. BTU Cottbus & Projektpartner Elisabeth Hennig & Martin Griard.[5]